# Luigi Mezzacapo
Luigi Mezzacapo (Trapani, 25 janvier 1814 - Rome, 27 janvier 1885) était un général, patriote et un homme politique italien.

## Biographie
Il commence sa carrière militaire comme officier d'artillerie dans l'armée des Deux-Siciles (1832). Il a fréquenté le Real Collegio Militare della Nunziatella entre 1825 et 1832, avec son frère Carlo et Enrico Cosenz comme camarades de classe.
Nommé capitaine (capitano) dans l'armée des Bourbons en 1847, il fait partie en 1848 du corps expéditionnaire de 15 000 hommes que le gouvernement constitutionnel de Carlo Troya envoie en Lombardie, sous le commandement de Guglielmo Pepe, pour aider le royaume de Sardaigne dans la guerre contre l'empire d'Autriche (voir première guerre d'indépendance). Après que Ferdinand II (roi des Deux-Siciles) ait rappelé l'armée des Deux-Siciles, Luigi Mezzacapo se rend avec son frère Carlo et de nombreux autres soldats de l'armée des Bourbons (Guglielmo Pepe, Enrico Cosenz, Cesare Rosaroll, Alessandro Poerio, Girolamo Calà Ulloa, etc.) à Venise assiégée où il se distingue dans la défense de la cité lagunaire en dirigeant la place forte de Brondolo.
En 1849, à partir du 16 février, il est adjoint au ministre de la Guerre de la République romaine (son frère Carlo ne le rejoint à Rome que le 17 juin), participe à sa défense avec le grade de général (generale), combat sur le Janicule, commandant une sortie malheureuse le 10 juin et une autre sur les monts Parioli le 15 juin. Ces deux opérations ont eu lieu avec la contribution décisive de la légion polonaise sous le commandement du général Aleksander Izenschmid de Milbitz, responsable du tronçon de mur à cheval sur la Porta Flaminia (Porta del Popolo) et de la défense du Ponte Milvio et de la route vers le nord. Mezzacapo est nommé général de division (maggiore generale) le 30 juin.
Après la chute de Rome (3 juillet 1849), Luigi Mezzacapo ne retourne pas à Naples, où entre-temps Ferdinand II a donné au pays un tour réactionnaire. Il s'exile, d'abord à Malte, puis dans le royaume de Sardaigne, où il crée, avec son frère Carlo, la "Biblioteca militare per uso della gioventù italiana" et la "Rivista militare" (1856).
En 1859, pendant la deuxième guerre d'indépendance, il s'engage dans l'armée piémontaise où il obtient le grade de général de division (maggior generale). Il organise en Toscane la "division Mezzacapo", une division de volontaires originaires de Romagne et des Marches, et aide Manfredo Fanti à préparer l'annexion de l'Émilie et de la Romagne au royaume de Sardaigne. 

En 1860, il participe à l'expédition de l'armée régulière piémontaise dans le royaume des Deux-Siciles et en mars 1861, à la place de Ferdinando Augusto Pinelli, il dirige le siège et conquiert finalement la forteresse de Civitella del Tronto, dernier bastion des forces bourboniennes.
Il est nommé sénateur du royaume d'Italie le 1er décembre 1870. Il devient commandant général des troupes alpines en 1873, jusqu'en 1876.
En tant que sénateur, il a participé à 2 commissions: 
- Membre de la Commission d'examen du projet de loi sur l'organisation de l'armée (22 décembre 1870).
- Commissaire de surveillance de la Caisse militaire (13 décembre 1873-21 février 1876)

Il a été ministre de la Guerre du royaume d'Italie dans les gouvernements Depretis I et Depretis II (1876-1878). En 1879, il avait le commandement du corps d'armée de Rome.
Il décède à Rome le 27 janvier 1885 à l'âge de 71 ans.

### Promotions militaires
- Enseigne (Alfiere) (royaume des Deux-Siciles) (4 novembre 1832)
- Premier-lieutenant (Primo tenente) (royaume des Deux-Siciles) (24 avril 1838)
- Capitaine (Capitano) (royaume des Deux-Siciles) (2 août 1847)
- Major (Maggiore) (gouvernement provisoire vénitien) (25 mai 1848)
- Lieutenant-colonel (Tenente colonnello) (gouvernement provisoire vénitien) (11 juillet 1848).
- Colonel (Colonnello) (République romaine) (26 mars 1849)
- Général de division (Maggiore generale) (République romaine) (30 juin 1849), puis (deuxième corps d'armée de l'Italie centrale au service du royaume de Sardaigne) (24 avril 1859).
- Lieutenant général (Tenente generale) (division Mezzacapo) (30 juin 1859)

### Fonctions et titres
- Membre du Conseil de défense de Venise (1848)
- Cofondateur de la "Rivista militare italiana" (1856)
- Président du Conseil supérieur des instituts d'éducation et de formation militaires (1864)
- Aide de camp honoraire de Sa Majesté le roi (11 avril 1878) (5 mars 1882)
- Major dans la garde nationale de Naples

## Décorations
- Grand officier de l'ordre des Saints-Maurice-et-Lazare
- Commandeur de l'ordre militaire de Savoie - 1er juin 1861[3]
- Médaille commémorative des campagnes des guerres d'indépendance
- Médaille commémorative de l'unification de l'Italie

## Œuvres
- (it) Luigi Mezzacapo et Carlo Mazzacapo, Studi topografici e strategici su l'Italia. Milan: Vallardi, 1859
- (it) Luigi Mezzacapo. Siamo pratici. Rome: Tipografia Barbera, 1879
- (it) Luigi Mezzacapo. Armi e politica. Rome: F. Capaccini, 1881
- (it) Luigi Mezzacapo. Disposizioni di massima per l'esecuzione delle Grandi Manovre di corpi d'armata contrapposti (1880). Rome: Tip. E. De Angelis, [1880!
- (it) Luigi Mezzacapo. Grandi manovre (1880: Caratteri topografico-militari del terreno prescelto per le grandi manovre di corpi d'armata contrapposti. Rome. Tip. E. De Angelis, [1880!
- (it) Luigi Mezzacapo. La difesa dell'Italia dopo il trasferimento della capitale. Firenze: Tip. Militare, 1865
- (it) Luigi Mezzacapo. La difesa dell'Italia dopo il trasferimento della capitale: considerazioni di L. Mezzacapo. Firenze: Tipografia militare, 1865
- (it) Luigi Mezzacapo. Quid faciendum?. Roma: Tipografia Barbera, 1879
- (it) Luigi Mezzacapo. Relazione sulle banche-usure fuse con Scilla e Costa dell'amministratore giudiziario Luigi Mezzacapo. Naples: tip. di A. Cons., 1870
- (it) Giovanni Nicotera et Luigi Mezzacapo. Istruzioni per il servizio di repressione del malandrinaggio in Sicilia. Rome: tip. Bencini, 1876

## Sources
- (it) Cet article est partiellement ou en totalité issu de l’article de Wikipédia en italien intitulé « Luigi Mezzacapo » (voir la liste des auteurs).